# Festival du cinéma nordique
Das Festival du cinéma nordique (deutsch: Festival des nordischen Films) war ein französisches Filmfestival, das von 1988 bis 2010 jedes Jahr Mitte März in der normannischen Hafenstadt Rouen stattfand. Es gehörte neben den Nordischen Filmtagen in Lübeck zu den wenigen großen Filmfestivals in Europa, die sich Filmen aus den nordischen und baltischen Staaten (seit 1990) widmete. Seit 1998 wurden auch Filme aus den Niederlanden und Belgien gezeigt. Mit dem „Großen Jurypreis“ (Grand Prix du jury) wurden Spielfilme aus diesen Ländern prämiert. Nach einem Streit mit der Stadt Rouen kündigten die Organisatoren im Dezember 2010 das Ende des Festivals an, und seitdem findet es nicht mehr statt.

## Großer Jurypreis
| Nr. | Jahr | Film                                | Land        | Regie                 |
| --- | ---- | ----------------------------------- | ----------- | --------------------- |
| 1.  | 1988 | Babettes Fest                       | Dänemark    | Gabriel Axel          |
| 2.  | 1989 | Der Glanz und das Elend des Daseins | Finnland    | Matti Kassila         |
| 3.  | 1990 | Vaatleja                            | Estland     | Arvo Iho              |
| 4.  | 1991 | Die Geburtstagsreise                | Dänemark    | Lone Scherfig         |
| 5.  | 1992 | Der schöne Badetag                  | Dänemark    | Stellan Olsson        |
| 6.  | 1993 | Ingalo im grünen Meer               | Island      | Ásdís Thoroddsen      |
| 7.  | 1994 | Du Pappa                            | Norwegen    | René Bjerke           |
| 8.  | 1995 | Ein Sommer voller Geheimnisse       | Norwegen    | Marius Holst          |
| 9.  | 1996 | Kivenpyörittäjän kylä               | Finnland    | Markku Pölönen        |
| 10. | 1997 | Hamsun                              | Schweden    | Jan Troell            |
| 11. | 1998 | Die Wolfszahnkette                  | Litauen     | Algimantas Puipa      |
| 12. | 1999 | Die Stunde des Lichts               | Belgien     | Stijn Coninx          |
| 13. | 2000 | Magnetisörens femte vinter          | Norwegen    | Morten Henriksen      |
| 14. | 2001 | 101 Reykjavík                       | Island      | Baltasar Kormákur     |
| 15. | 2002 | Drift                               | Niederlande | Michiel van Jaarsveld |
| 16. | 2003 | Nói Albínói                         | Island      | Dagur Kári            |
| 17. | 2004 | Himmelfall                          | Norwegen    | Gunnar Vikene         |
| 18. | 2005 | Uno                                 | Norwegen    | Aksel Hennie          |
| 19. | 2006 | Krama mig                           | Schweden    | Kristina Humle        |
| 20. | 2007 | Auf Anfang                          | Norwegen    | Joachim Trier         |
| 21. | 2008 | Ledsaget udgang                     | Dänemark    | Erik Clausen          |
| 22. | 2009 | Lønsj                               | Norwegen    | Eva Sørhaug           |
| 23. | 2010 | Stadtneurosen                       | Norwegen    | Sara Johnsen          |